# Hemiancistrus
Hemiancistrus Bleeker, 1862 è un genere di pesci di acqua dolce appartenenti alla famiglia Loricariidae ed alla sottofamiglia Ancistrinae provenienti dal Sud America.

## Tassonomia
In questo genere sono riconosciute 26 specie:
- Hemiancistrus annectens
- Hemiancistrus aspidolepis
- Hemiancistrus cerrado
- Hemiancistrus chlorostictus
- Hemiancistrus fugleri
- Hemiancistrus fuliginosus
- Hemiancistrus guahiborum
- Hemiancistrus hammarlundi
- Hemiancistrus holostictus
- Hemiancistrus landoni
- Hemiancistrus macrops
- Hemiancistrus maracaiboensis
- Hemiancistrus medians
- Hemiancistrus megacephalus
- Hemiancistrus megalopteryx
- Hemiancistrus meizospilos
- Hemiancistrus micrommatos
- Hemiancistrus pankimpuju
- Hemiancistrus punctulatus
- Hemiancistrus sabaji
- Hemiancistrus snethlageae
- Hemiancistrus spilomma
- Hemiancistrus spinosissimus
- Hemiancistrus subviridis
- Hemiancistrus votouro
- Hemiancistrus wilsoni